# Cutina albopunctella
Cutina albopunctella är en fjärilsart som beskrevs av Walker 1866. Cutina albopunctella ingår i släktet Cutina och familjen nattflyn. Inga underarter finns listade i Catalogue of Life.